# Lại bộ Thượng thư (Trung Quốc)
Lại bộ Thượng thư (tiếng Trung: 吏部尚书) là một chức quan trong các triều đại phong kiến Trung Quốc, đứng đầu Lại bộ.

## Lịch sử
Triều đình nhà Hán có chức Lại tào Thượng thư, sang triều Tào Ngụy sửa thành Lại bộ Thượng thư, quản lý việc tuyển chọn, khảo hạch, và nhậm chức, miễn chức quan viên. Triều Tùy lập nên Lục bộ, Lại bộ Thượng thư trở thành người đứng đầu 6 Thượng thư. Đường Cao Tổ sau khi thành lập nhà Đường, vẫn giữ theo thể chế cũ của nhà Tùy. Năm 662, Đường Cao Tông sửa thành Tư liệt thái thường bá; năm 670, sửa lại thành Lại bộ Thượng thư. Năm 684, Võ Tắc Thiên sửa thành Thiên quan Thượng thư; năm 705, sửa lại thành Lại bộ Thượng thư; năm 743, sửa thành Văn bộ Thượng thư; năm 757 sửa lại thành Lại bộ Thượng thư; quản lý việc tuyển chọn quan lại lục phẩm, thất phẩm; Thị lang quản lý việc tuyển chọn quan lại bát phẩm, cửu phẩm. Triều Minh hủy bỏ chức Tể tướng, Lại bộ Thượng thư trở thành người đứng đầu trăm quan.

## Các Lại bộ Thượng thư nổi tiếng

### Triều Tấn
- Tạ An

### Nam triều
- Tiêu Tử Hiển

### Triều Tùy
- Ngu Khánh Tắc
- Vi Thế Khang
- Tô Uy
- Ngưu Hoằng

### Triều Đường
- Phong Đức Di
- Trưởng Tôn Vô Kỵ
- Chử Toại Lương
- Tống Cảnh

### Triều Minh
- Dương Nhất Thanh
- Cao Củng